# 1572 års psalmbok

Then Swenska Psalmeboken 1582, Leipzigexemplaret (Universitätsbibliothek Leipzig)

1572 års psalmbok är en icke officiellt fastställd psalmbok som användes i Svenska kyrkan i viss utsträckning innan den ersattes av den halvofficiella Uppsalapsalmboken 1645.
Den går tillbaka på Swenske songer eller wisor från 1526 och trycktes i flera upplagor. 1572 års upplaga var dock den första upplaga som trycktes efter att musikaliska inslag formellt infördes i 1571 års kyrkoordning.

## Then Swenska Psalmeboken 1549
Psalmboken kom ut 1549 och finns bara ett fragmentariskt exemplar bevarat (kalendariet finns bara ofullständigt bevarat). 

## Then Swenska Psalmeboken 1567
Psalmboken kom ut 1567 och finns bara som ett bevarat exemplar på Löberöds slott. I denna utgåva finns 101 psalmer. 

## Then Swenska Psalmeboken 1572
Psalmboken kom ut 1572 och av denna utgåva finns bara 1 exemplar bevarat i Uppsala universitetsbibliotek. Den gavs ut 1886 av G. E. Klemming i fotolitografiskt avtryck hos förlaget Börtzell. Jämfört med 15?? utgåva har endast två nya psalmer kommit med. Till denna utgåva kom även fyra religiösa diktsamlingar.
- I. Sju psalmer: Hela werlden beklagar sigh, Alena til tigh Herre Jesu Christ, Medhan wij leffue j werlden til, Vaker vp j Christne alle, En syndigh man som lågh i syndzens dwala, Ewinnerligh är mitt hoop til Gudh och O Gudh hwem skal iagh klaga.
- II. Elva psalmer: Bland dessa finns fyra stycken som förekommit i tillägg till Swenske songer (1530 och 1536)
- III. Sex parabler med sångnoter.
- IV. Een Wijsa om Dryckenskap.

## Then Swenska Psalmeboken 1582
Psalmboken kom ut 1582 och var under lång tid enbart känt som fragment (titelblad samt några blad av kalendariet fanns bevarade). På 2010-talet hittades dock två exemplar, ett närmast fullständigt i Roggebiblioteket i Strängnäs och ett helt oskadat i Leipzigs universitetsbibliotek. Psalmbeståndet mellan 1572 års psalmbok och 1582 års utgåva är tämligen stabilt.

## Then Swenska Psalmeboken 1586
Psalmboken kom ut 1582 och finns i ett exemplar på Uppsala universitetsbibliotek och ett exemplar i fragment på Kungliga biblioteket. Denna utgåva är tryckt i Lübeck.

## Psalmer
Psalmerna är hämtade från 1572 års utgåva.

### S. Zacharie Loffsong
- LOffuat ware HERREN Israels Gudh

### Jungfruu Marie Loffsong
- MIN siäl prisar storligha HERRAN

### S. Simeonis Loffsong
- HERRE/ Nuu låter tu tin tienare fara i fridh

### S. Ambrosij och Augustini Loffsong
- O Gudh wij loffue tigh

### Catechismus författat i songer

#### Tiyo Gudz Budh
- THesse äro the tiyo Budh

#### Troon
- WI troo uppå Alzmechtigh Gudh

#### Fadher wår
- FAdher wår som i himlom äst

#### Fadher wår annorlunda
- O Fadher wår wij bidie tigh

#### Itt annat Fadher wår
- O Fadher wår högt öffuer oss i himmelrik

#### Om Döpelsen
- WÅr HERre Christ kom til Jordan

#### Om Altarens Sacrament
- JEsus Christus är wår helsa

#### Om thet samma kortare
- GUdh ware loffuad och högheligha prijsat

### Någhra Davidz Psalmer
- SÄl är then man som icke går (Beatus vir qui non abijt) Psaltaren 1
- O HERRE Gudh i himmelrik/ Wij må thet alle klagha (Saluum me fac Domine) Psaltaren 12
- HERRE hoo skal ewinnerligh (Domine quis habitabit) Psaltaren 15
- HERren wår Gudh ware tigh blidh (Exaudiat te Dominus)Psaltaren 20
- Min Gudh min Gudh sadhe Christus (Deus Deus meus respice) Psaltaren 22
- HWadh kan migh stå til trång och nödh (Dominus regit me) Psaltaren 23
- LÅT thet icke förtryta tigh (Noli emulari in malignantibus) Psaltaren 37
- THen onde wachtar ther fast uppå  (Noli emulari in malignantibus) Psaltaren 37
- GÖr wel och låt alt ondt bestå  (Noli emulari in malignantibus) Psaltaren 37
- WÅR Gudh är oss en weldigh borg  (Deus noster refugium) Psaltaren 40
- SÄl är then man som haffuer käär  (Beatus qui intelligit) Psaltaren 41
- FÖrbarma tigh Gudh öffuer migh (Miserere mei Deus) Psaltaren 51
- O HERRE Gudh gör nådh med migh  (Miserere mei Deus) Psaltaren 51
- HWij berömer tu fast tigh  (Quid gloriaris in malitia) Psaltaren 52
- GUdh ware oss barmhertigh och mild (Deus misereatur) Psaltaren 67
- HJelp migh min Gudh/ mijn sorgh migh qwäl  (Saluum me fac Deus quoniam) Psaltaren 69
- O HERre Gudh betee tijn macht (Deus venerunt gentes) Psaltaren 79
- GUdh står i Gudz Försambling (Deus stetit in Sinagoga Deorum) Psaltaren 82
- O HERRE Gudh aff himmelrik/ Wår tilflycht ästu ewighligh (Domine refugium factus es nobis) Psaltaren 90
- THen som under hans beskerm boor (Qui abitat in adiutorio altissimi) Psaltaren 91
- KOmmer här och låter oss HERRAN Gudh prisa (Venite exultemus Domino) Psaltaren 95
- Lofwa Gudh / min siäl / i alla stund LOffua Gudh mijn siel i alla stund  (Benedic anima mea Domino) Psaltaren 103
- MIn siel skal loffua HERran (Benedic anima mea Domino) Psaltaren 103
- Herren uti sin högsta tron (Dixit Dominus Domino meo) Psaltaren 110
- SÄl är then man som fruchtar Gudh (Beatus vir qui timet Dominum) Psaltaren 112
- TÅ migh går sorgh och nödh uppå (Ad Dominum cum tribularer clamaui) Psaltaren 120
- UThan HERren faller oss til (Nisi quia Dominus erat in nobis) Psaltaren 124
- SÄll är then man som fruchtar Gudh (Beati omnes qui timet Dominum) Psaltaren 128
- AF diuupsens nödh ropar jagh til tigh  (De profundis clamaui ad te Domine) Psaltaren 130
- JErusalem tu helghe stadh (Lauda Jerusalem Dominum) Psaltaren 147

### Någhra Evangeliska Paraboler
- ENom Konung tecktes thet
- EN riker man/ weldigher han
- GUdh warder lijknat widh en man
- OM en rijk man här sjunge wij
- KOmmer hijt migh sägher Gudz Son

### Någhra Hymner och andra Loffsonger om Christi födelse
- WERldennes Frelsare kom här
- WI loffuom Christ en Konung bold
- WAR gladh tu helgha Christenheet
- Grates nunc omnes
- Christus är födder af jungfru reen
- ALeneste Gudh i himmelrik
- DIes est leticiæ eller EEN jungfru födde itt barn idagh
- LOffuat ware tu Jesu Christ
- PUer natus in Bethlehem eller IIt Barn är födt i Bethlehem
- ESaie Prophetanom hende the så
- O Jesu CHrist som mandom togh

#### Media vita
- WI som leffue på werlden här

### Om Christi upståndelse
- NU är kommen wår Påscha frögd
- CHrist lågh i dödzens bandom eller VIctime Paschali laudes
- GLadheligh wele wij Haleluia sjunga

### Om Christi himmelsferd.
- JEsu tu äst wår saligheet

### Om then helgha Anda
- KOm helghe Ande HERRE godh
- NU bidie wij then helghe And
- O Tu helghe Ande kom
- KOm helghe Ande HERRE Gudh

### Lucis creator omnium
- O HEREE Gudh som all ting skoop

### Te Lucis ante terminum
- EFter Gudz skick går thet så til (Te Lucis ante terminum)
- O Fader wår barmhertigh och godh
- HERRE Gud Fader stat oss bij
- CHristus then rette HERREN
- HWAR man må nuu wel glädia sigh
- GUdh aff sinne barmhertigheet
- O HERre Gudh tijn helgha ord
- FRögder idher i thenna tijdh
- INgen effter Gudz Rike står
- WAka up/ waka up i Gudz nampn
- WElsignat wari Jesu Nampn
- AF Adams fall är platt förderffuat
- O HERRE Gudh i himmelrik/ Hwadh tu äst mild och miskundeligh
- AH wij syndare arme
- O Gudh fölän migh tina nådh

### En Christeligh Psalm
- JAgh ropar til tigh o HERRE Christ
- O Menniskia wilt tu betenckia

### Gaude visceribus
- GLädh tigh tu helga Christenheet

### Christe Redemptor omnium
- JEsu som är wår Frelsare

### Exultet cœlum laudibus
- SIgh frögde nuu himmel och jord

### Agnus Dei
- O Rene Gudz Lamb oskyldigt

### Da pacem Domine
- FÖrläna oss Gudh så nådheligh

### Morgon och Affton bön
- TIgh HERRe mild jagh tacka wil

### Een Tacksäyelse effter måltijdh
- O Gudh tijn godheet tacke wij

### Itt Minne i Brudhahuus
- GUdh som all ting skapadhe

### En song til the dödhas Begraffning
- LÅt oss thenna kropp begraffua

### CARMEN EXEQVIALE ex Prudentio
- IAm mœsta quiesce querela eller HÖrer til i Christrogne alle